# Большой Китай

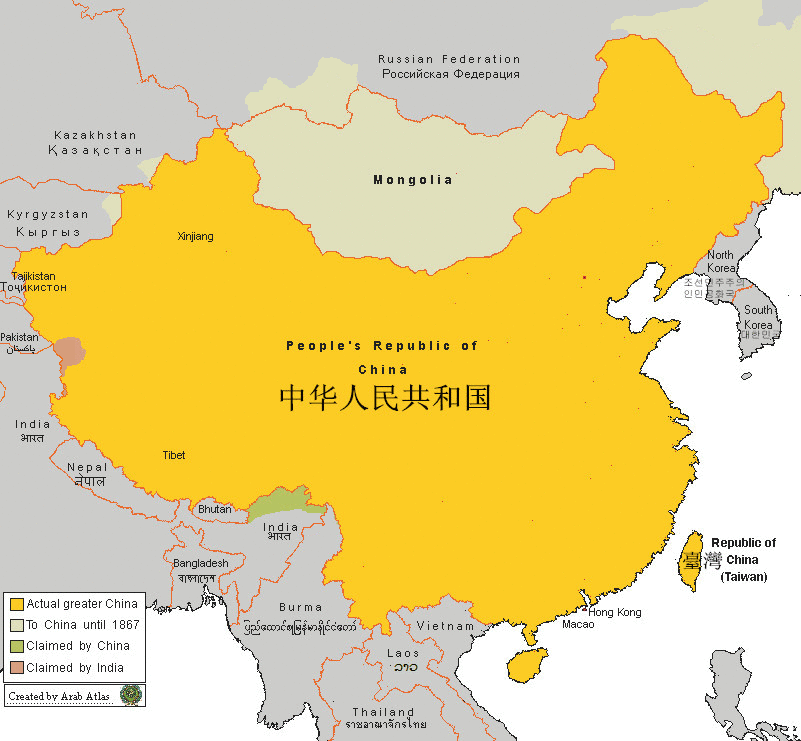
Большой Китай: континентальный Китай, Гонконг, Макао и Тайвань

Большо́й Кита́й (кит. трад. 大中華地區, упр. 大中华地区, пиньинь Dà Zhōnghuá Dìqū, палл. да чжунхуа дицюй) — определение, относящееся ко всем территориям, которыми управляет Китайская Народная Республика (Континентальный Китай, включая Гонконг и Макао), и территориям, которые контролируются Китайской Республикой (Тайвань и некоторые соседние острова). Настоящее определение обычно используется в инвестиционном и экономическом сообществе, когда имеется в виду их растущее экономическое взаимодействие и интеграция.
Этот термин часто используется для того, чтобы избежать указания статуса Тайваня. Сингапур иногда также включается в этот термин, из-за своего значительного китайского сообщества: 75,6 % населения Сингапура — китайцы. Приблизительно 7,59 миллиона китайцев проживают в Малайзии, также иногда включаемую в этот термин, особенно в контексте современного китайского промышленного темпа и доли капитала в регионе. Слово кит. трад. 新馬港臺, упр. 新马港台, пиньинь Xīn Mǎ Gǎng Tái, палл. синьмагантай (新 для Сингапура; 马 для Малайзии; 港 для Гонконга и 台 для Тайваня) — синоним понятия «Большой Китай», ещё в него часто включают иероглиф «中» для обозначения материкового Китая.
Некоторые тайваньские сторонники независимости возражают против этого термина, поскольку он подразумевает, что Тайвань — часть Китая. Некоторые сторонники китайского воссоединения также возражают против этого термина, поскольку это подразумевает, что «Большой Китай» отличается от собственно Китая.

## Сходные термины
- Внутренний Китай
- Континентальный Китай
- Китайский мир и Поднебесная
- Китаецентризм